# Llanura de Barlovento
Barlovento es una subregión ubicada en el estado Miranda de Venezuela. Es la conurbación de los municipios Acevedo, Andrés Bello, Brión, Buroz, Páez y Pedro Gual. Es conocido por su gente y sus bailes afroamericanos. Esta extensa planicie ubicada al este de la entidad ofrece playas de fondo llano y oleaje suave, dotadas de servicios turísticos. Zona de exuberante vegetación y de una gran fertilidad.
Sus tierras fueron asiento de haciendas de cacao en la Colonización. La oferta cultural en esta región es muy atractiva, destacándose los tambores de San Juan en Curiepe, Los Reyes en Higuerote, Los Boleros de Caucagua, El Entierro de la Sardina, Los Santos Inocentes, La Parranda de los Muertos en San José, El Niño Jesús en Curiepe, Birongo, Capaya y El Guapo, La Cruz de Mayo, San Pascual. La mayoría de la población de Barlovento fue traída de lo que actualmente constituye el Congo, República Democrática del Congo y Angola (correspondiente al área cultural de la etnia africana Bantú, Loangos) y Yorubas. Cuando los esclavizados fueron traídos en la época de la Colonia para trabajar en las haciendas cacaoteras, les fueron prohibidas sus manifestaciones culturales y religiosas y les fueron impuestos nuevos cultos. Ante esta situación los esclavizados, al no tener otra opción que aceptar las imágenes del culto católico, le asignan a cada santo una deidad de su esquema religioso africano.
Así, San Juan representa una de las más importantes en lo que, los expertos definen como un sincretismo de cierta compilación. Barlovento es la región que se encuentra en el estado Miranda, al este de Caracas.
El término de Barlovento tiene dos significaciones: una de índole geográfica y otra histórica y antropológica.

## Toponimia
Barlovento es la parte de donde viene el viento, el cual después de penetrar por el sur de la región y provocar una gran pluviosidad en la zona, los vientos alisios volverán a ganar la costa por esta región para después de atravesar el Caribe y el Océano Atlántico volver a llevar la lluvia a las Islas Canarias.

## Situación geográfica
La subegión de Barlovento se encuentra inserta en la depresión de Barlovento. Siendo esta una de las regiones, con sus aspectos físicos naturales que conforman la denominada Región Norte Costera, según la clasificación del Ministerio del Poder Popular para la Planificación y Desarrollo. Abarca las poblaciones de: Caucagua, Capaya, Río Chico, El Guapo, Higuerote, Panaquire, Tapipa, El Clavo, Curiepe,  Birongo, Tacarigua de Brión, San José de Barlovento Guatire y Cúpira. Barlovento tiene una extensión de 4.647 kilómetros cuadrados, los cuales representan el 58% de la superficie del Estado Miranda. Está ubicado al este de la entidad mirandina, entre los paralelos 10° y 11°, latitud norte y los meridianos 65° y 67°, longitud oeste. Su orografía es muy variada pasando desde las montañas de Caucagua hasta las playas de Higuerote y Río Chico.

### Características del espacio geográfico
La Llanura de Barlovento, propiamente llamada así por muchos de los conocedores de la región, entre ellos el más conocido es por el cronista oficial “Jesús A. Silva I.”
La Llanura de Barlovento es una gran planicie que se extiende desde el lado este por los Valles del Tuy, y luego del lado oeste hacia el estado Estado Anzoátegui, y recorre al sur al estado Guárico. En cuyas inmediaciones se prolonga en una zona conocida del lado norte y noreste del estado Mirandino, la cual son de origen ricas en roca Caliza por estar formada con el material acarreado por los ríos de sus montañas de la misma Serranía del Interior, que son proveniente del sector central de la Cordillera de la Costa (Venezuela).
Entre sus vertientes se encuentran muchas de sus grutas, cuevas y cavernas, pero la más conocida, bien sea por su belleza y como un maravilloso atractivo de interés para con los estudios de las cavernas y espacios subterráneos, según por las sociedades científicas, exploradores y turistas, es el monumento natural cueva “La Tapa de Cambural”, ubicada en la zona de Birongo y descubierta en el año de 1934 por un Cazador furtivo de la zona, y explorada por la Sociedad Venezolana de Ciencias Naturales (SVCN Archivado el 18 de diciembre de 2014 en Wayback Machine.) de Caracas, el 9 de marzo de 1952.
La llanura es recorrida por numerosos ríos, provenientes de sus altas montañas y que depositan una gran cantidad en sedimento, por lo que dio origen desde el punto de vista geológico, a un depósito en yacimiento petrolífero, que va desde la Cuenca Valles del Tuy – Cariaco.

## Límites
- Norte: Mar Caribe.
- Sur: Serranía del Interior, Estado Anzoategui y Estado Guárico.
- Oeste: Serranía del Litoral de la Cordillera de la Costa, estado Vargas y otros municipios del Estado Miranda.
- Este: Río Uchire, Mar Caribe y el Estado Anzoátegui.

## Economía
Barlovento pasó de ser conocido como el granero de Caracas debido a que antes era una región esencialmente agrícola, a ser hoy en día un área turística y ciudad dormitorio de Caracas, experimenta un crecimiento acelerado debido a su cercanía de la capital, sus bellas costas y la construcción de la Autopista Gran Mariscal de Ayacucho. Su economía se basa en cuanto a su Relieve terrestre, clima e hidrografía, y va principalmente hacia el turismo y la agricultura.

## Transporte y vialidad
Barlovento cuenta con una importante red de vías asfaltadas siendo sus principales avenidas la Av. Bicentenario y la Av. Intercomunal San José-Río Chico, la troncal 9 pasa por los municipios Andrés Bello, Páez, Brión, Buroz y Pedro Gual.

## Gastronomía
La cocina típica de Barlovento es producto del mestizaje entre las culturas que se asentaron en la región. Está integrada por productos que se encuentran en la zona tales como granos, tubérculos, plátanos, pescados, mariscos, lapa, etc. Uno de los platos más antiguos es la Cafunga, una receta heredada de los antepasados africanos que consiste en un bollo de plátano, preparado con yuca, coco, papelón y anís. Otro plato muy popular es el Tropezón, compuesto por caraotas blancas guisadas con pellejo de cerdo. También se cocina la Sopa de Mapuey blanco con sardinas y abundante ajo. Tacarigua de la Laguna (Laguna de Tacarigua) es famosa por la preparación del lebranche asado. Bañao: Plátano maduro cocido al que se le añade un caramelo hecho de papelón, anís y clavo de especias.

## Artesanía
En la vía hacia Barlovento, a la orilla de la carretera, se pueden apreciar exhibiciones informales. Pasando Caucagua, a la altura del caserío Yaguapa, están las conocidas réplicas a escala de aviones y helicópteros militares, hechos en madera balsa. En el caserío Gamelotal, entre Caucagua y Tacarigua de Mamporal (Tacarigua de Brión), Adán Expedito López, escultor de madera y de cocos, sorprende con su imaginación y el realismo de sus obras; pilones, retratos de Bolívar y cocos con los rostros de caciques son algunas de sus muchas esculturas. Entrando a Higuerote, justo después de la hermosa plaza de la Virgen del Carmen, se ofrecen reproducciones en madera de las típicas aves de los canales y lagunas de Barlovento, coro-coras y garzas. Los famosos tambores de Curiepe llamados “culo e´puya” o tamboritas de fulía, pueden ser adquiridos en el pueblo a través del también famoso “Tucusito”.
En Curiepe y en casi todo Barlovento se realiza una actividad artesanal muy importante: la elaboración de instrumentos musicales, es decir, los diferentes tambores utilizados en el baile. Entre ellos encontramos la curbata, el mina y el cule puya con sus variedades prima, cruzao y pujao. Otro instrumento musical elaborado es el furruco, de frecuente uso en el acompañamiento de los aires navideños. En San Nicolás, pequeña comunidad situada en la vía que conduce de Curiepe a Birongo, se realizan trabajos artesanales como carpintería, cestería, tejidos e instrumentos musicales. En San José de Río Chico se producen pilones, bateas, canoas, manares, esteras, canastas para recoger y cargar cacao, chinchorros y atarrayas para la pesca, e instrumentos musicales como tambores y furrucos. En Río Chico se hacen chinchorros para el descanso, chinchorros para la pesca, e instrumentos musicales. Utilizan la misma materia prima que se usa en el resto de la región.

## Folclore
Su folclore es de gran importancia, está compuesto principalmente por los tambores afrovenezolanos. El tambor de Barlovento, en sus diferentes variedades (redondo, culo e’ puya, mina y cumaco) de domingo en domingo se transforma en parte espiritual imprescindible del barloventeño. El día 24 de junio se conmemora en Venezuela, las fiestas en honor a san Juan Bautista, fiestas que revisten singular importancia, desde la época colonial hasta el presente. La fecha establecida por la Iglesia para conmemorar al Santo coincide aproximadamente con el solsticio de invierno. La fiesta a San Juan Bautista: es de singular significación y fuerza en aquellas poblaciones negras. En Barlovento se celebra en todas sus poblaciones.

## Municipios
- Acevedo: Es el más grande de la región barloventeña y el que está más al oeste cuenta con una población estimada de 150.281.
- Andrés Bello: Tiene una población de 59.342 es el tercero con mayor crecimiento comercial después de Higuerote y Río Chico.
- Brión: Tiene el crecimiento más acelerado de la región de Barlovento y cuenta con una población estimada de 78.940.
- Buroz: Es junto con el municipio Pedro Gual es de crecimiento más lento conserva casas coloniales y calles angostas. 38.945 habitantes.

- Páez: El segundo con más crecimiento cuenta con 62.723 habitantes.
- Pedro Gual: El más oriental de los 6 municipios cuenta con 42.831 personas.